# Виктор Апостоловски
Виктор Апостоловски (на македонска литературна норма: Виктор Апостоловски) е северномакедонски изпълнител, добил известност най-вече с участието си в македонската версия на „Мюзик айдъл“.

## Биография и кариера
Виктор не е първият талант в семейството: неговите баща и дядо били сред най-добрите музиканти навремето, майка му се отличавала с певчески талант, макар никога да не се е занимавала професионално с пеене, а брат му жъне успехи, танцувайки както стандартни, така и латиноамерикански танци. Пее от двегодишна възраст – навън с приятели, в часовете, на закуска и при всяка друга възможност. Когато е запитван за детството си, певецът обича да отговаря: „Моите обувки извървяха моя път. Те [си] знаят“. С два спорта в програмата си, баскетбол и плуване, но и училищните задължения, Виктор е значително по-ангажиран от останалите деца на неговата възраст. Същевременно помага на баща си да изкара прехраната на семейството.
Като млад юноша е приет в Битолското средно музикално училище с оперно пеене при наличието на десетки кандидат-гимназисти. В училище се справя добре, отбелязвайки високи резултати. Работи в театъра в родния си град, където придобива значителен актьорски опит. След завършването си продължава да учи оперно пеене във Факултета за музикални изкуства в Скопие. Печели две първи места в състезания по солфеж и две трети места в състезания по оперно пеене. През 2008 година става втори на международния поп фестивал „Мелфест“, провеждащ се в Република Македония. През 2010 и 2012 година завоюва награди на Международния хоров фестивал в Полша заедно с хо̀ра си.
Преди участието в македонския „айдъл“ сформира банда с приятели, но нещата по-скоро не потръгнали. Тогава му звънят от телевизията и разбира, че трябва да се яви на прослушване. Впоследствие музикалният формат носи на Виктор най-големия успех. Той става широко популярен и сформира голяма маса фенове. Завършва сред най-добрите четирима, на крачка от финала. Въпреки че не побеждава, той става звезда на родна сцена. След шоуто се изявява като автор и продуцент на песни, сред които „You Were Mine“ (пръв сингъл, два месеца и половина в топ десет на „Ем Ти Ви Адрия“, три месеца и половина номер едно на телевизия „Балканика“), „She's Beautiful“ (популярен хит по радиостанциите), „PMS“ (произлизащо от пременструален синдром, получава съществена критика) и „Не се предавам“ (вдъхновена от живота му). През 2014 година излиза песента „Другата во тебе“, чийто видеоклип все още може да се види в ротация.
Музиката не е единствената, която носи награди на Виктор. Заедно с баскетболните си съотборници печели двукратно националното първенство. От плуване има шест златни, осем сребърни и три бронзови медала. Все пак Виктор вижда себе си в бъдеще като успешен композитор, текстописец и изпълнител, удовлетворен от своята дейност, и пример за подражание сред феновете.

## Сингли
- „Не се предавам“ (2012)
- „Во моите сни“ (2015)
- „Другата во тебе“ (2015)